# Ana Maria Rattes
Ana Maria Martins Scorzelli Rattes, (Rio de Janeiro, 16 de junho de 1939), é uma advogada e política brasileira que foi deputada federal, pelo Rio de Janeiro.

## Dados biográficos
Filha de Marchiles Scorzelli e Zaidete Martins Scorzelli, casada com Paulo Rattes e radicou-se em Petrópolis, onde o marido estabeleceu carreira política. Funcionária do Tribunal Regional do Trabalho da 1ª Região, prestou serviços em Três Rios e Petrópolis, formando-se na Faculdade de Direito de Valença. Advogada, com a eleição do marido para prefeito de Petrópolis em 1982, Ana Maria Rattes assumiu a Secretaria Municipal de Apoio Comunitário, onde permaneceria até ser eleita deputada federal pelo PMDB em 1986. Como parlamentar, integrou a bancada feminina durante a Assembleia Nacional Constituinte responsável pela Constituição de 1988, e também foi um dos membros fundadores do PSDB.
Posteriormente, retornou ao Tribunal Regional do Trabalho da 1ª Região e integrou o Conselho Estadual dos Direitos da Mulher.